# Povodí Lužnice

Povodí Lužnice

Povodí Lužnice je povodí řeky 3. řádu a je součástí povodí Vltavy. Tvoří je oblast, ze které do řeky Lužnice přitéká voda buď přímo nebo prostřednictvím jejich přítoků. Jeho hranici tvoří rozvodí se sousedními povodími. Na severu je to povodí Sázavy, na západě povodí menších pravostranných přítoků Vltavy. Na jihozápadě je to povodí Malše, na jihovýchodě povodí Dunaje a na východě povodí Dyje. Nejvyšším bodem povodí je s nadmořskou výškou 1040 m Myslivna v Novohradských horách. Rozloha povodí je 4226,2 km², z čehož 3517,3 km² se nachází na území Česka a 708,9 km² na území Rakouska.

## Správa povodí
Správou povodí se zabývá státní podnik Povodí Vltavy závod Horní Vltava.

## Dílčí povodí
| povodí                     | rozloha km² | nejvyšší bod | nadm.výška m | odtékající řeka  | průtok v ústí m³/s |
| -------------------------- | ----------- | ------------ | ------------ | ---------------- | ------------------ |
| Povodí Nežárky             | 1000,1      | …            | …            | Nežárka          | 12,30              |
| Povodí Smutné              | 247,0       | …            | …            | Smutná           | 1,01               |
| Povodí Kozského potoka     | 213,6       | …            | …            | Kozský potok     | 1,11               |
| Povodí Koštěnického potoka | 171,0       | …            | …            | Koštěnický potok | 0,97               |
| Povodí Dračice             | 154,2       | …            | …            | Dračice          | 1,23               |
| Povodí Černovického potoka | 137,3       | …            | …            | Černovický potok | 0,79               |
| Povodí Bechyňského potoka  | 123,1       | …            | …            | Bechyňský potok  | 0,67               |
| Povodí Dírenského potoka   | 116,2       | …            | …            | Dírenský potok   | 0,64               |
| Povodí Miletínského potoka | 113,0       | …            | …            | Miletínský potok | …                  |